# Duitsland op het Eurovisiesongfestival 1993
Duitsland deed mee aan het Eurovisiesongfestival 1993 in Millstreet. Het was de 38ste deelname van het land op het Eurovisiesongfestival.

## Selectieprocedure
In tegenstelling tot de vorige jaren werd er gekozen om de kandidaat en lied intern te kiezen.
Uiteindelijk koos men voor de groep Münchener Freiheit met het lied Viel zu weit.

## In Millstreet
In de finale van het Eurovisiesongfestival 1992 moest Duitsland optreden als 3de, net na Turkije en voor Zwitserland. Op het einde van de stemming bleek dat ze op een 18de plaats geëindigd waren met 18 punten.
Nederland en België hadden respectievelijk 1 en 0 punten over voor deze inzending.

### Gekregen punten
| 12 punten | 10 punten | 8 punten     | 7 punten      | 6 punten    |
| --------- | --------- | ------------ | ------------- | ----------- |
|           |           | - Italië     |               |             |
| 5 punten  | 4 punten  | 3 punten     | 2 punten      | 1 punt      |
|           | - Ierland | - Denemarken | - Zwitserland | - Nederland |

### Gegeven punten
Punten gegeven in de finale:
| 12 punten | Zwitserland         |
| 10 punten | Noorwegen           |
| 8 punten  | Zweden              |
| 7 punten  | Nederland           |
| 6 punten  | Verenigd Koninkrijk |
| 5 punten  | Ierland             |
| 4 punten  | Malta               |
| 3 punten  | België              |
| 2 punten  | Griekenland         |
| 1 punt    | Portugal            |

1956 · 1957 · 1958 · 1959 · 1960 · 1961 · 1962 · 1963 · 1964 · 1965 · 1966 · 1967 · 1968 · 1969 · 1970 · 1971 · 1972 · 1973 · 1974 · 1975 · 1976 · 1977 · 1978 · 1979 · 1980 · 1981 · 1982 · 1983 · 1984 · 1985 · 1986 · 1987 · 1988 · 1989 · 1990 · 1991 · 1992 · 1993 · 1994 · 1995 · 1996 · 1997 · 1998 · 1999 · 2000 · 2001 · 2002 · 2003 · 2004 · 2005 · 2006 · 2007 · 2008 · 2009 · 2010 · 2011 · 2012 · 2013 · 2014 · 2015 · 2016 · 2017 · 2018 · 2019 · 2020 · 2021 · 2022 · 2023 · 2024 · 2025